# Irbid
|  | Per a altres significats, vegeu «Khirbat Irbid». |

Irbid o Arbad (àrab: إربد, Irbid) és una població de Jordània a la governació homonima, de la qual és capital. La seva població ha crescut extraordinàriament, del 3.000 habitants que tenia a mitjan segle xx als 660.000 actuals de l'àrea metropolitana (uns 300.000 pròpiament a la ciutat). És a uns 70 km al nord d'Amman. És coneguda entre la població com a 'Arus al-Shamaal (àrab: عروس الشمال, ʿArūs ax-Xamāl), és a dir «la Núvia del Nord», per la seva bellesa a la vora del riu Jordà. És la tercera ciutat de Jordània i disposa d'universitat. A la ciutat hi ha dos museus notables.

## Història
La zona fou habitada des de l'edat del bronze, com ho acrediten diverses troballes. És l'antiga Arabela o Arbela. Sota els selèucides fou un centre de comerç. Hi va néixer el vicepresident del Sanedrí –que hi exercia al darrer quart del segle ii aC– Nittai d'Arbela. Abans dels musulmans produïa vi d'alta qualitat. Propera a la ciutat, uns 30 km al nord, es va lliurar la decisiva batalla del Yarmuk (agost del 636). Els musulmans li van dir Irbid.
Segons al-Tabari, fou el lloc on va morir el califa Yazid II. La residència de Yazid hauria estat, segons diverses tradicions, al lloc de Bayt Ras, uns 3 km al nord d'Irbid.

## Districtes del municipi d'Irbid
El municipi d'Irbid, de 410 km², es divideix en 23 unitats administratives.
|    | Districte |    | Districte  |    | Districte |
| -- | --------- | -- | ---------- | -- | --------- |
| 1  | al Tayyba | 9  | Fo'ra      | 17 | Maru      |
| 2  | Al Hisn   | 10 | Hakama     | 18 | Mughayer  |
| 3  | Al-Rabia  | 11 | Hashemiyah | 19 | Naser     |
| 4  | Al-Sareeh | 12 | Hawar      | 20 | Rowdah    |
| 5  | Barha     | 13 | Huwara     | 21 | Sal Area  |
| 6  | Beit Ras  | 14 | Kitim      | 22 | Nu'aimah  |
| 7  | Bushra    | 15 | Kufr Jayez | 23 | Nuzha     |
| 8  | Edun      | 16 | Manarah    |    |           |
| 24 | bayt yafa | 25 | Al'al      |    |           |